# Kim Jeong-yeon
Kim Jeong-yeon (* 7. Januar 1914 in Kangsŏ-gun, heute Teil von Nordkorea; † 16. Juli 1992) war ein japanischer Eisschnellläufer.
Kim, der an der Meiji-Universität studierte, wurde zweimal japanischer Meister im Mehrkampf und sechsmal bei Distanzrennen. Bei den Olympischen Winterspielen 1936 in Garmisch-Partenkirchen startete er unter seinem japanischen Namen Seien Kin. Dort kam er auf den 21. Platz über 5000 m, auf den 15. Rang über 1500 m und auf den 13. Platz über 10.000 m. Zudem nahm er an der Mehrkampf-Weltmeisterschaft 1936 in Davos teil, wo er den 11. Platz belegte. Nach seinem Abschluss im Jahr 1937 an der Meiji-Universität kehrte er nach Korea zurück und arbeitete in der Abteilung für akademische Angelegenheiten des Generalgouverneurs. Nach dem Zweiten Weltkrieg war er Vorsitzender des südkoreanischen Eislaufverbandes und Mitglied des südkoreanischen Olympischen Komitees. 

## Persönliche Bestleistungen
| Disziplin | Zeit        | Datum           | Ort                    |
| --------- | ----------- | --------------- | ---------------------- |
| 500 m     | 45,7 s      | 25. Januar 1936 | Oslo                   |
| 1500 m    | 2:25,0 min  | 6. Februar 1936 | Garmisch-Partenkirchen |
| 5000 m    | 8:49,5 min  | 22. Januar 1935 | Nikkō                  |
| 10.000 m  | 18:02,7 min | 6. Februar 1936 | Garmisch-Partenkirchen |